# Come Home (песня OneRepublic)
«Come Home» — песня американской поп-рок-группы OneRepublic из их первого студийного альбома Dreaming Out Loud (2007).
В 2009 году песня была ремастирована с участием Сары Бареллис, и эта версия была издана в цифровом виде в качестве пятого и последнего сингла с альбома. Песня дебютировала на 80-й строчке в Billboard Hot 100 14 июля, прежде чем покинуть чарт на следующей неделе из-за отсутствия продвижения. Песня никогда не транслировалась на радио и не попала в чарты за пределами США. «Come Home» была показана в эпизодах сериалов «Сплетница», «Дневники вампира», «Холодное дело» и фильма «Изи». «Come Home» была показана в эпизодах сериалов «Изи».

## Критика
Ник Левин из Digital Spy похвалил песню за то, что она выделяется на фоне непомнящего «пиано-рока в стиле Фрай» большинства Dreaming Out Loud благодаря эффективному сочетанию мрачной лирики и подхода в стиле баллады. Рецензируя песню для раздела «Песня недели», блогер The Reflective Inklings похвалил сочетание голосов Теддера и Бареллис в сингловом ремиксе, отметив, что это освежило «и без того хороший» трек. Sputnik Music и About.com Tоp-40 Page назвали «Come Home» изюминкой альбома, причем первый похвалил трек за то, что он вдохнул жизнь в концовку первого альбома.
Не получив никакого продвижения после своего цифрового релиза, «Come Home» оказался и близко не таким успешным, как первые два сингла альбома, достигнув 80-го места в течение единственной недели в Hot 100.
| Чарт (2009)       | Позиция |
| ----------------- | ------- |
| Billboard Hot 100 | 80      |

## Кавер Фейт Хилл
Американская кантри певица Фейт Хилл записала кавер на песню в 2011 году, опираясь на влияние пауэр-попа и кантри-поп-музыки. Хилл представила премьеру своей версии на 45-й церемонии CMA Awards, которая впоследствии была выпущена 9 ноября 2011 года в качестве ведущего сингла с запланированного седьмого студийного альбома под названием Illusion (который, в свою очередь, был списан), а также её первого нерабочего сингла с 2007 года «Red Umbrella».

### Критика
Отзывы о версии Хилл «Come Home» были смешанными с положительными, причём большая часть критики была направлена против постановки. Billboard отнеслись к песне прохладно, описав исполнение Хилл как «безупречное» и демонстрирующее «драматические тона» её голоса, но посчитал, что постановка была подавляющей и что песня «никогда полностью не отрывается от земли». В том же духе высказался Бен Фостер из The 1-to-10 Country Music Review. посетовал на «раздутую пауэр-поп-аранжировку» и почувствовал, что «Come Home» не смог передать «вибрацию и звуковую вязкость лучших поп-кантри работ Хилл». Хотя Фостер описал песню как разочарование, он подчеркнул потрясающий вокал Хилла и «сильные способности к интерпретации».
Мэтт Бьорк из Roughstock был более комплиментарен, назвав песню «одним из лучших вокалов в карьере Фейт Хилл» и похвалив Хилл за создание уникальной мелодии, которая заимствована из царств поп и рок музыки. Сравнивая «парящую балладу» с произведениями Lady Antebellum (сравнение, которое также использовал Бьорк), редактор Taste of Country Билли Дюкс написал, что «Come Home» доказывает, что даже после трёх десятилетий работы в этом бизнесе Хилл всё ещё поддерживает связь с «what’s hot in Nashville» и более чем способен спродюсировать кантри-хит.

### Чарты
Исполнение Хилл песни «Come Home» дебютировало в американском чарте Hot Country под номером 35, что стало её лучшей дебютной неделей со времён «Mississippi Girl», а также в Hot 100 под номером 82. За двенадцать недель пребывания в первом чарте песня достигла 26-й строчки.
| Чарт (2011)                       | Позиция |
| --------------------------------- | ------- |
| Канада (Billboard Country)        | 40      |
| США (Billboard Hot 100)           | 82      |
| США (Billboard Hot Country Songs) | 26      |